# مبارك الخضري
مبارك محمد الخضري (مواليد 19 يوليو 1984) هو لاعب كرة قدم سعودي سابق.

## مسيرة اللاعب
لعب في نادي الطرف ونادي هجر ونادي الفتح ونادي الأنصار.